# Madani Bentahar
Madani Bentahar (en arabe : مداني بن طاهر) est un footballeur international algérien né le 1er août 1941 à Annaba. Il évoluait au poste de milieu droit.

## Biographie

### En club
Madani Bentahar évolue en première division algérienne avec son club formateur le HAMRA Annaba avant d'aller en France pour faire une brillante carrière chez le RC Lens puis au AS Aix avant de revenir en Algérie pour finir sa carrière footballistique au HAMRA Annaba.

### En équipe nationale
Madani Bentahar reçoit trois sélections en équipe d'Algérie, inscrivant un seul but. Il joue son premier match le 11 juin 1964, contre la Turquie olympique (nul 0-0). Son dernier match à lieu le 29 décembre 1968, contre la Tunisie (nul 0-0).

## Palmarès
| HAMRA Annaba - Championnat d'Algérie (1) : - Champion : 1963-64. - Coupe d'Algérie (1) : - Vainqueur : 1971-72. - Championnat d'Algérie D2 (1) : - Champion : 1970-71. |  | RC Lens - Coupe Charles Drago (1) : - Vainqueur : 1965. |